# Реймс (футбольний клуб)
Стад де Реймс (фр. Stade de Reims), відомий також як Реймс (фр. Reims) — французький футбольний клуб з міста Реймс, що виступає в елітній Лізі 1 чемпіонату Франції з футболу.

## Основний склад
Станом на 10 лютого 2025

| №  | Поз. | Нац.        | Гравець                                         |
| -- | ---- | ----------- | ----------------------------------------------- |
| 2  | ЗХ   | Кенія       | Джозеф Окуму                                    |
| 3  | ЗХ   | Японія      | Секіне Хірокі                                   |
| 6  | ПЗ   | Франція     | Валентін Атангана                               |
| 7  | НП   | Японія      | Іто Дзюня                                       |
| 8  | ПЗ   | Кот-д'Івуар | Яя Фофана                                       |
| 9  | НП   | Данія       | Мохамед Дарамі                                  |
| 10 | ПЗ   | Мальта      | Тедді Теума                                     |
| 14 | ПЗ   | Німеччина   | Реда Хадра                                      |
| 16 | ВР   | Франція     | Людовік Бютель                                  |
| 17 | НП   | Японія      | Накамура Кейто                                  |
| 18 | ЗХ   | Іспанія     | Серхіо Акіеме                                   |
| 19 | ПЗ   | Бразилія    | Габріел Москардо (в оренді з «Парі Сен-Жермен») |
| 20 | ВР   | Франція     | Александро Ольєро                               |

| №  | Поз. | Нац.        | Гравець                               |
| -- | ---- | ----------- | ------------------------------------- |
| 21 | ЗХ   | Кот-д'Івуар | Седрік Кіпре                          |
| 22 | НП   | Кот-д'Івуар | Умар Діакіте                          |
| 23 | ЗХ   | Португалія  | Ауреліу Бута (в оренді з «Айнтрахта») |
| 30 | ПЗ   | Ірландія    | Джон Патрик                           |
| 31 | ЗХ   | Швеція      | Малколм Єнг                           |
| 55 | ЗХ   | Франція     | Ноа Сангі                             |
| 67 | НП   | Франція     | Мамаду Діакон                         |
| 72 | ПЗ   | Кот-д'Івуар | Амаду Коне                            |
| 92 | ЗХ   | Франція     | Абдул Коне                            |
| 94 | ВР   | Франція     | Єванн Діуф                            |
|    | ПЗ   | Кот-д'Івуар | Морі Гбане                            |
|    | НП   | США         | Жордан Сібачо                         |

## Досягнення

### Національні
- Ліга 1:
  -  Чемпіон (6): 1949, 1953, 1955, 1958, 1960, 1962
  -  Віце-чемпіон (3): 1947, 1954, 1963
- Кубок Франції:
  -  Володар (2): 1950, 1958
  -  Фіналіст (2): 1977, 2025
- Кубок Ліги:
  -  Володар (1): 1991
- Суперкубок Франції:
  -  Володар (4): 1955, 1958, 1960, 1966
- Регіональна ліга Північний Схід
  -  Чемпіон (3): 1925, 1926, 1927

### Міжнародні
- Латинський кубок:
  -  Володар (1): 1953
- Кубок європейських чемпіонів:
  -  Фіналіст (2): 1956, 1959

## Виступи в єврокубках
| Сезон   | Змагання                     | Раунд | Клуб           | Вдома | На виїзді   | В сукупності |
| ------- | ---------------------------- | ----- | -------------- | ----- | ----------- | ------------ |
| 1955–56 | Кубок Європейських чемпіонів | 1/8   | Орхус          | 2−2   | 2−0         | 4−2          |
| 1955–56 | Кубок Європейських чемпіонів | 1/4   | Будапешт ВЛ    | 4−2   | 4−4         | 8−6          |
| 1955–56 | Кубок Європейських чемпіонів | 1/2   | Гіберніан      | 2−0   | 1−0         | 3−0          |
| 1955–56 | Кубок Європейських чемпіонів | Фінал | Реал Мадрид    | 3–4   | 3–4         | 3–4          |
| 1958–59 | Кубок Європейських чемпіонів | 1/16  | Ардс           | 6−2   | 4−1         | 10−3         |
| 1958–59 | Кубок Європейських чемпіонів | 1/8   | ГПС            | 4–0   | 3–0         | 7−0          |
| 1958–59 | Кубок Європейських чемпіонів | 1/4   | Стандард Льєж  | 3–0   | 0–2         | 3−2          |
| 1958–59 | Кубок Європейських чемпіонів | 1/2   | Янг Бойз       | 3–0   | 0–1         | 3−1          |
| 1958–59 | Кубок Європейських чемпіонів | Фінал | Реал Мадрид    | 0–2   | 0–2         | 0–2          |
| 1960–61 | Кубок Європейських чемпіонів | КР    | Женесс Еш      | 6−1   | 5−0         | 11−1         |
| 1960–61 | Кубок Європейських чемпіонів | 1Р    | Бернлі         | 3−2   | 0−2         | 3−4          |
| 1962–63 | Кубок Європейських чемпіонів | 2Р    | Аустрія Відень | 5−0   | 2−3         | 7−3          |
| 1962–63 | Кубок Європейських чемпіонів | 1/4   | Феєнорд        | 0−1   | 1–1         | 1−2          |
| 2020–21 | Ліга Європи                  | 2КР   | Серветт        | Н/Д   | 1−0         | Н/Д          |
| 2020–21 | Ліга Європи                  | 3КР   | Фегервар       | Н/Д   | 0–0 (1–4 п) | Н/Д          |